# Przejście graniczne Olza-Kopytov
Przejście graniczne Olza-Kopytov – polsko-czeskie przejście małego ruchu granicznego położone w województwie śląskim, w powiecie wodzisławskim, w gminie Gorzyce, w miejscowości Olza, zlikwidowane w 2007.

## Opis
Przejście graniczne Olza-Kopytov utworzono 19 lutego 1996. Czynne było w godz. 6.00–22.00. Dopuszczony był ruch pieszych, rowerzystów, motorowerami o pojemności skokowej silnika do 50 cm³ i transportem rolniczym. Odprawę graniczną i celną wykonywały organy Straży Granicznej. Doraźnie kontrolę graniczną i celną osób, towarów oraz środków transportu wykonywała Strażnica SG w Gorzycach, a następnie Strażnica SG w Godowie. Obie miejscowości przygraniczne rozgraniczała rzeka Olza (miejsce gdzie znajdował się bród, był przejściem granicznym).
Do przejścia granicznego można było dojechać drogą krajową nr 78, zjazd w miejscowości Olza i dalej do granicy państwowej z Republiką Czeską.
21 grudnia 2007 na mocy układu z Schengen przejście graniczne zostało zlikwidowane.

### Przejścia graniczne z Czechosłowacją
W okresie istnienia Czechosłowackiej Republiki Socjalistycznej funkcjonowało w tym miejscu polsko-czechosłowackie przejście graniczne małego ruchu granicznego Olza-Kopytov – II kategorii. Zostało utworzone 13 kwietnia 1960. Czynne było w okresie 20 kwietnia–30 listopada w godz. 7.00–19.00. Dopuszczony był ruch osób i środków transportu na podstawie przepustek w związku z użytkowaniem gruntów. Odprawę graniczną i celną wykonywały organy Wojsk Ochrony Pogranicza. Kontrolę graniczną i celną osób, towarów oraz środków transportu wykonywała Strażnica WOP Gorzyce.